# Педерастія
Педерастія (від дав.-гр. παις — «дитина», «хлопчик», і дав.-гр. ἐραστής — «люблячий», тобто «любов до хлопчиків») —  статевий потяг до хлопчиків,  які не досягли віку статевого дозрівання, або ж знаходяться лише в ранній його стадії. Поняття майже тотожне педофілії. Дещо відрізняється від ефебофілії — статевого потягу до підлітків. Визнається сексуальною девіацією і засуджується суспільством через ймовірність вчинення насильницьких дій, стосовно дитини зі сторони особи, яка має такий сексуальний потяг. 

## У законодавствах
Кримінальна відповідальність за вчинення сексуального насильства щодо дитини присутня майже у всіх країнах світу.